# Proteasom
Proteasóm je ime za velike proteinske komplekse v celični citoplazmi in jedru, ki so sposobni razgrajevati proteine, ki so poškodovani ali celici niso več potrebni. V celici predstavljajo 1 % vseh celičnih proteinov.
Proteinski kompleks ima obliko sodčka, ki ga na obeh straneh pokrivata kapi. Razgradnja proteinov poteka v notranjosti sodčka, kjer so razmeščena aktivna mesta encimskih podenot. Nastajajo peptidi, dolgi večinoma okrog 7 aminokislinskih ostankov, ti pa se izločijo iz sodčka. Obe kapi imata regulacijsko vlogo in omogočata prepoznavanje proteinov, namenjenih za razgradnjo, po drugi strani pa povzročata njihovo delno razvitje, saj je vstop v sodčkasti del tako ozek, da skozenj ne morejo prodreti normalno zviti proteini. Signal za razgraditev v proteasomu je na protein zaporedno vezanih več molekul ubikvitina.
Pri zdravljenju rakastih obolenj je proteasom primerno tarčno mesto za delovanje zdravil proti raku, saj je rast tumorja odvisna tudi od razgradnje proteinov, ki nadzirajo in po potrebi ustavijo delitve celic. Bortezomib, proteasomski inhibitor, ki se uporablja za zdravljenje multiplega mieloma oz. plazmacitoma in velikoceličnega limfoma, je bilo prvo tovrstno zdravilo.